# Eduard Lamas Alsina
Eduard Lamas Alsina, nacido en Barcelona el 16 de diciembre de 1990, es un jugador español de hockey sobre patines que  juega de defensa y medio en el Benfica. Se formó en el H.C. Liceo de La Coruña y militó en su primera plantilla en dos etapas distintas, entre 2010 y 2015 y entre 2017 y 2019. También ha jugado en el CP Cerceda y en el F. C. Barcelona. Es hijo de Eduardo Lamas Sánchez y hermano pequeño de Josep Lamas Alsina. 

## Trayectoria
Eduard Lamas comenzó en la práctica del hockey sobre patines en categorías inferiores del Hockey Club Liceo, con el que ganó dos campeonatos de España en categoría júnior. En temporada 2008-09 pasó a formar parte del Club Patín Cerceda, que de aquella jugaba en Primera División, ascendiendo a la OK Liga, categoría en la que se mantuvo una temporada antes descender al finalizar en la decimotercera posición, justo en una temporada en la que descendieron 4 equipos en vez de 3, que era lo normal. En la siguiente temporada volvió a jugar en el Hockey Club Liceo.
Los mayores logros del pequeño de los Lamas llegaron en las categorías inferiores de la selección española de hockey sobre patines, con la que se proclamó campeón de Europa juvenil en el 2007 y júnior en el 2008, campeón del mundo sub-20 en 2007 y 2009 y campeón de la Taça Latina Sub-23 en el año 2010.

## Equipos
- Categorías inferiores del H.C. Liceo: hasta 2008-09
- CP Cerceda: 2008-09 y 2009-10
- H.C. Liceo: 2010-2015.
- F. C. Barcelona: 2015-2017.
- H.C. Liceo: 2017-2019.
- Benfica: 2019-act.

## Logros con el HC Liceo
- 2 Copas de la Liga Europea: 2011 y 2012
- 1 Copa Continental / Supercopa de Europa: 2012
- 1 Copa Intercontinental: 2012

## Otros logros
- 2 Mundiales Sub-20: 2009 y 2007
- 1 Europeo Júnior: 2008
- 1 Europeo Juvenil: 2007
- 2 Taça Latina sub-23: 2010 y 2012